# Episodi di The Listener (terza stagione)
La terza stagione della serie televisiva The Listener, composta da 13 episodi, è stata trasmessa in prima visione assoluta in Canada da CTV dal 30 maggio al 12 settembre 2012.
In Italia la stagione è stata trasmessa in prima visione sul canale satellitare Fox dal 6 settembre al 29 novembre 2012.
| nº | Titolo originale    | Titolo italiano          | Prima TV Canada   | Prima TV Italia   |
| -- | ------------------- | ------------------------ | ----------------- | ----------------- |
| 1  | The Bank Job        | La rapina in banca       | 30 maggio 2012    | 6 settembre 2012  |
| 2  | Cold Case Blues     | Ombre del passato        | 6 giugno 2012     | 13 settembre 2012 |
| 3  | Curtain Call        | Sotto copertura          | 13 giugno 2012    | 20 settembre 2012 |
| 4  | The Taking          | Il rapimento             | 20 giugno 2012    | 27 settembre 2012 |
| 5  | Rogues' Gallery     | Furto d'arte             | 27 giugno 2012    | 4 ottobre 2012    |
| 6  | She Sells Sanctuary | La setta                 | 11 luglio 2012    | 11 ottobre 2012   |
| 7  | Poisoned Minds      | Avvelenamento            | 18 luglio 2012    | 18 ottobre 2012   |
| 8  | Now You See Him     | La vendetta              | 25 luglio 2012    | 25 ottobre 2012   |
| 9  | Crossed             | Delitti incrociati       | 15 agosto 2012    | 1º novembre 2012  |
| 10 | Lockdown            | Virus letale             | 22 agosto 2012    | 8 novembre 2012   |
| 11 | Captain Nightfall   | Il supereroe             | 29 agosto 2012    | 15 novembre 2012  |
| 12 | The Bro Code        | Il codice di fratellanza | 5 settembre 2012  | 22 novembre 2012  |
| 13 | The Shooting        | Colpo di pistola         | 12 settembre 2012 | 29 novembre 2012  |